# Wendenplan (Naumburg)

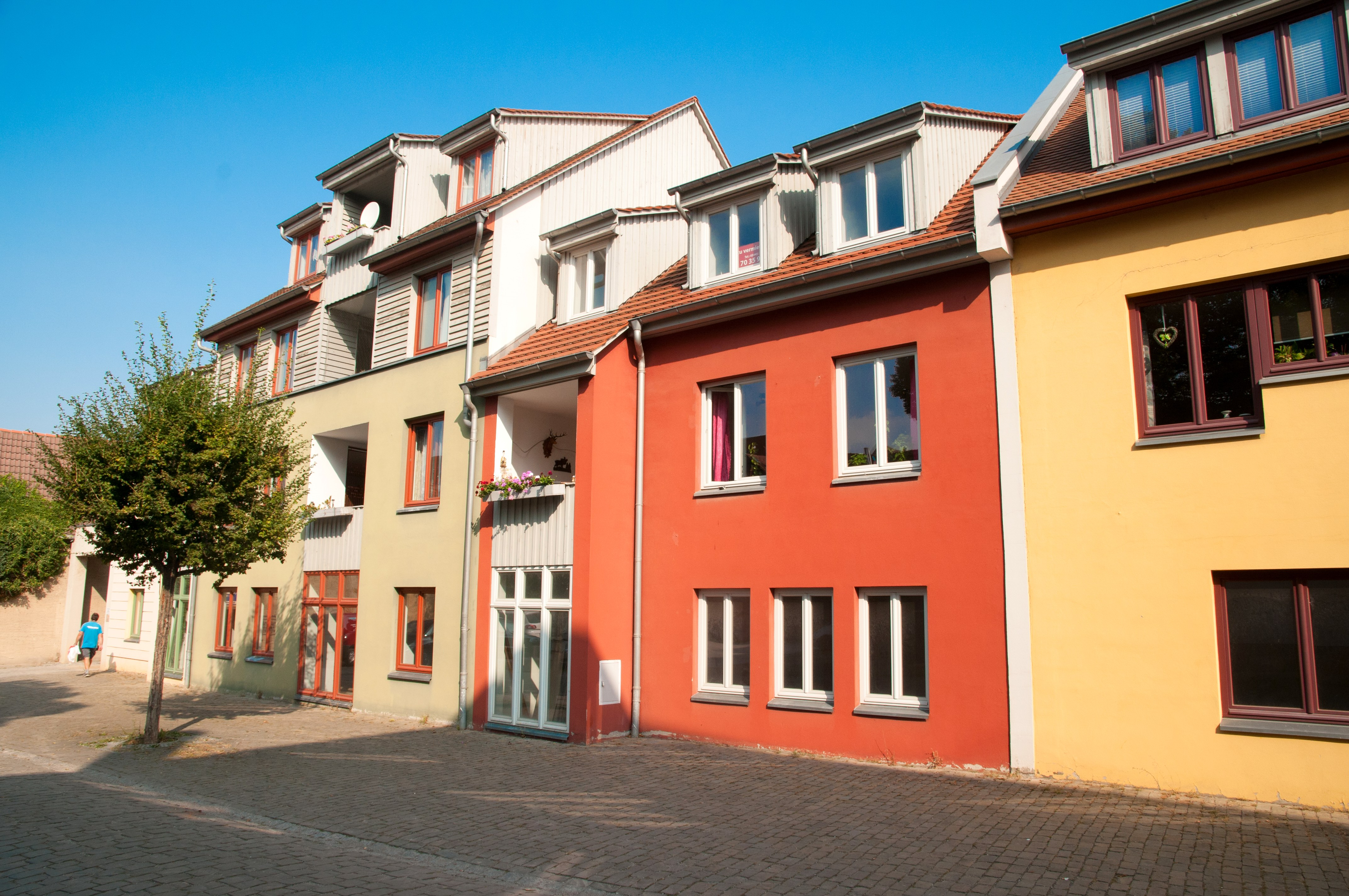
Wendenplan 1–4

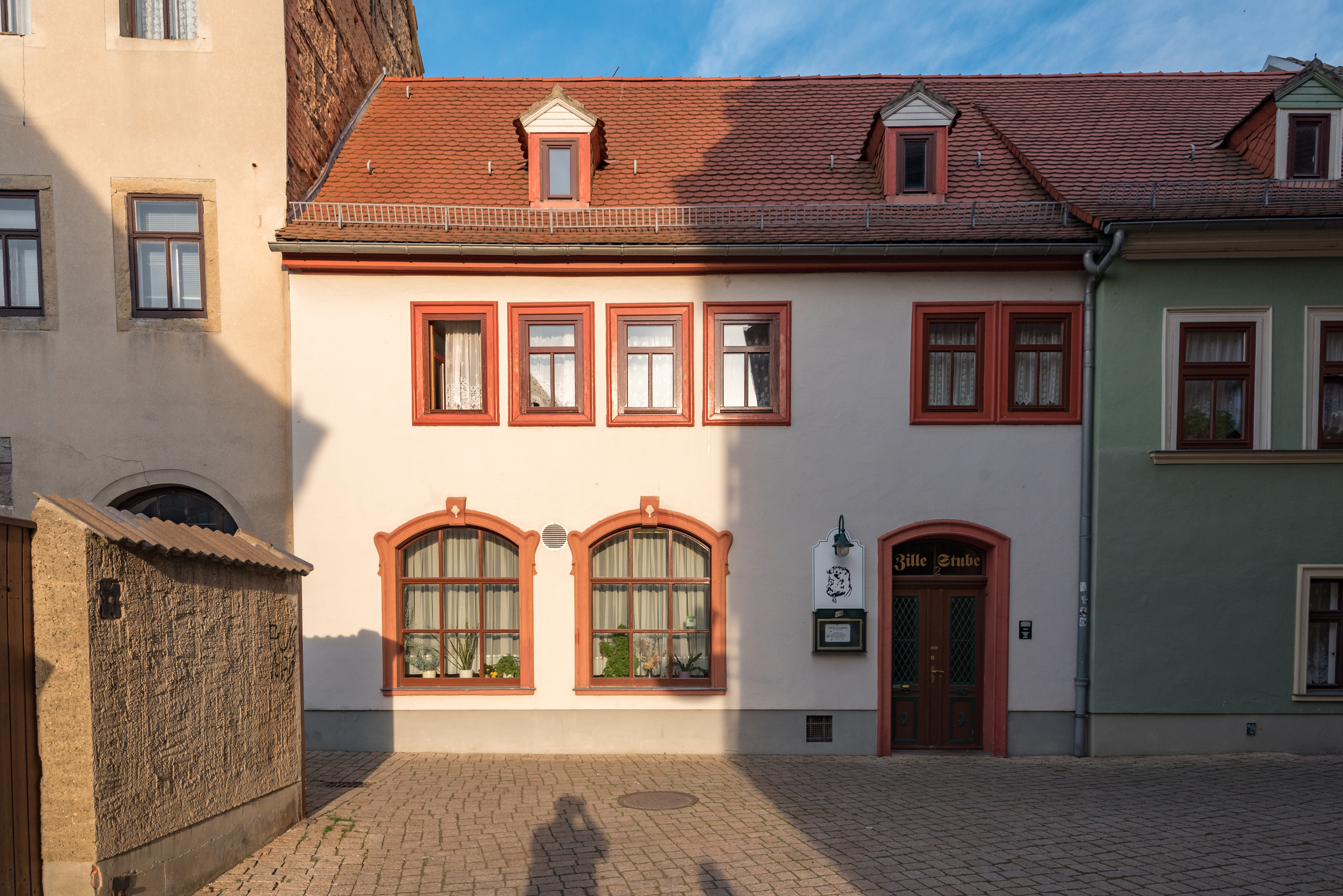
Wendenplan 2

Der Wendenplan in der Naumburger Altstadt weist in seinem Namen auf die vormaligen Besiedler Naumburgs, die Wenden hin. Das gilt übrigens auch für die Thainburg. Der Wendenplan liegt zwischen der Mariengasse und der Marienstraße.
Eine Wendensiedlung soll der angebliche Ursitz Naumburgs gewesen sein. Schon Louis Naumann widerspricht dem, weil seiner Meinung nach die sog. „Neue Burg“ der ältere Teil Naumburgs war. Auch ist zweifelhaft, ob denn genau dort Wenden angesiedelt waren, wo sich der Wendenplan heute befindet. Dass sie überwiegend vom Fischfang gelebt hatten, ist unzweifelhaft. Die unweit vom Wendenplan befindliche Fischstraße und Fischgasse geht darauf zurück. Eine Besiedelung unmittelbar dort, wo der Wendenplan ist, konnte erst für die Frühe Neuzeit nachgewiesen werden.  Der Bereich war wohl einmal eher eine Weidefläche gewesen, weil in Stadtplänen des 18. Jahrhunderts von Entenplan die Rede ist. Durch sprachliche Verflachung wurde daraus Wendenplan.
Der Wendenplan steht auf der Liste der Kulturdenkmale in Naumburg (Saale). Das Haus Wendenplan 3 ist zudem als Baudenkmal ausgewiesen.